# 마리안느 바슬레르
마리안 바슬레르(Marianne Basler, 1964년 3월 9일 ~ )는 프랑스의 배우이다.
브뤼셀시에서 태어났다.

## 출연 작품

### 영화
- 세 남자와 아기 바구니 (1985)
- 밀실의 갈증 (1987, Contrainte par corps)
- 프랑스 대혁명 (1989)
- 해외 (1990, Outremer)
- L'ordre du jour (1993)
- 파리넬리 (1994)
- 마르키스 (1997, Marquise)
- 알게 될거야 (2001, Va savoir) - 소냐 역
- 웰컴 투 스위스 (2004, Bienvenue en Suisse)
- 유령 (2005, Gespenster)
- 징집거부자 (2009, Réfractaire)
- 유감 없음 (2009, Sans rancune !)
- 미드나잇 인 파리 (2011) - 베르사이유의 왕족 역
- 인크레더블 울피 (2013, Loulou, l'incroyable secret)
- 이브 생 로랑 (2014년) - 뤼시엔 생 로랑 역
- 더 소울 오브 더 타이거 (2016, L'Âme du tigre)
- Le Cancre (2016)
- Train de vies ou les voyages d'Angélique (2018)
- 쁘띠 아만다 (2018, Amanda) - 모드 역
- 사랑의 단서 (2020, Un soupçon d'amour)
- 잔 뒤 바리 (2023)

### 텔레비전
- 세리 로즈 (1986, Série rose)